# Ignazio Celoniati
Ignazio Celoniati (Torino, 1730 – Torino, 1784) è stato un compositore e violinista italiano.

## Biografia
Era figlio di Giovanni Giuseppe Celoniati, già violinista alla corte di Torino. Le prime notizie su di lui, in qualità di violinista, risalgono al 1750 circa. Subentrò al padre nella direzione dei balli di corte, ed esercitò l'attività di compositore continuando contemporaneamente a suonare nell'orchestra di corte e in quella del Teatro Regio di Torino. Fu attivo anche come impresario teatrale e organizzatore di concerti: tra il 1777 e il 1780 svolse l'attività di impresario teatrale per il Teatro Carignano.

## Composizioni

### Opere
- Il caffè di campagna, dramma giocoso per musica in tre atti, libretto di Pietro Chiari, Torino, Teatro Carignano, 1752 o 18 novembre 1762[2][3] (secondo altre fonti Teatro Regio di Torino, 1762[4])
- Tigrane, libretto di Apostolo Zeno, Pesaro, Teatro del Sole, 1757
- Ecuba, dramma per musica in tre atti, libretto di Jacopo Durandi, Torino, Teatro Regio, 14 gennaio 1769 (libretto)
- Didone abbandonata, opera seria in tre atti, libretto di Pietro Metastasio, Milano, Teatro Regio Ducale, 1769

### Altro
Oltre alle musiche per il teatro compose un concerto per cembalo, due violini e basso (1768), sonate per due violini e basso continuo, sonate per violino e basso continuo, una ouverture per orchestra, duetti, quartetti, arie, minuetti, e danze, in molti casi andati perduti.